# Phyllocnistis cirrhophanes
Phyllocnistis cirrhophanes là một loài bướm đêm thuộc họ Gracillariidae, known from Karnataka, Ấn Độ.
Ấu trùng ăn Alseodaphne semecarpifolia. Chúng ăn lá nơi chúng làm tổ.